# 谷賢一
谷 賢一（たに けんいち、1982年5月11日 - ）は、日本の劇作家・演出家・翻訳家。劇団「DULL-COLORED POP」主宰。演劇ユニット「Théâtre des Annales」代表。

## 来歴
福島県郡山市生まれ。小学校入学前までを同県石川郡石川町で過ごす。千葉県柏市育ち。母と祖父母が福島県双葉郡浪江町の出身。
千葉県立東葛飾高等学校在籍時に演劇および文学に目覚める。明治大学文学部文学科演劇学専攻卒。同大学元公認サークル・騒動舎28期。大学在学中に渡英し、カンタベリー・ケント大学（Theatre and Drama Study）にて演劇学を学ぶ。帰国後、明治大学全学合同企画である文化プロジェクト（現・明治大学シェイクスピアプロジェクト）'05『マクベス』の演出を担当し、学生80名が参加した。
在学中に劇団「DULL-COLORED POP」を旗揚げし、主宰として全作品の脚本・演出を手がける。
2007年には千葉県からの助成を受け、市民劇団「CoTiK」を立ち上げ、代表を務めた。2008年よりタイニィ・アリス職員およびプロデューサーとして活動（～2010年末）。2010年4月より青年団演出部に所属。2010年12月から2013年12月まで、アトリエ春風舎芸術監督を務めた。
2022年10月1日、福島県双葉郡双葉町に引っ越す。東京での演劇活動も継続するが、住民票は福島県双葉町へ移す。

## 女優との紛争
2022年11月24日、谷が主宰する劇団「DULL－COLORED POP」所属女優の大内彩加が、谷から「性行為を強要された」として550万円の損害賠償を求め東京地裁に提訴した。同年12月15日に大内はインターネット上で提訴した旨を明らかにした。大内は「匿名では揉み消される」と思い、「顔を出し実名で告発した」という。
訴状によると、稽古のときに谷に胸を揉まれたり、LINEで「始球式のパンチラ写真送れ」「豪雨でずぶ濡れになって下着が全部透けてる写真送れ」といった内容を送られるなどのセクハラを日常的に受け、さらには2018年7月の東京公演中に「終電を逃したから家に行く」と言われ、自宅で力ずくでレイプをされたという。
ほかの劇団員の人たちに大内が相談すると「大内以外にもそういう被害にあってきた奴がいっぱいいる。それでみんな辞めてきたから」と軽い調子で言われ、大内は「すごく絶望した。この劇団はみんな知っていても見逃すんだ。そこから数年、誰にも相談はしなかった」とたかまつななとの対談で述べている。
告発を受けた谷は、自身のウェブサイトで「事実無根および悪意のある誇張に満ち、受け入れられるものではない。司法の場で争う」とコメントを発表した。
セクハラの提訴・告発を受け、谷の新作公演「家を壊す―他、短編―」について、主催する「浜通り舞台芸術祭実行委員会」は、12月16日〜19日に予定されていた全公演を中止すると発表した。また、2022年12月16日に青年団主宰・平田オリザが谷の退団を発表し、同月23日にゴーチ・ブラザーズが谷とのマネジメント契約を解除したと発表した。
2023年1月16日、第1回口頭弁論が開かれ、谷側は請求棄却を求めて争う姿勢を示したと報じられたが、当日は被害を訴えた大内本人は出廷して閉廷後に記者団の取材にも応じたのに対し、司法の場で争うとしていた谷は出廷しなかった。
2024年11月27日に東京地裁において和解が成立したことを谷側の代理人弁護士が発表したが、和解条件は公表されていない。一方の大内も同日に公表したnoteで、和解を勧めてくる裁判所に対し何度も「判決を望んでいる」と訴え続けたが、最終的には「裁定和解という形にし、自分自身を守る決断に至りました」とし、個人的には「勝利的和解」であると受け止めていると記した。

## 人物

### 作風・受賞歴
演出家の永井愛は、谷を「斬新な手法と古典的な素養の幸せな合体」と評した。
2020年、『福島三部作』の『1986：メビウスの輪』で第23回鶴屋南北戯曲賞受賞。 同年、『福島三部作 第1部「1961年：夜に昇る太陽」 第2部「1986年：メビウスの輪」 第3部「2011年：語られたがる言葉たち」』で第64回岸田國士戯曲賞受賞。
翻訳家としても頭角を表し、2011年には翻訳・演出を手掛けた『モリー・スウィニー』で演劇界の注目を集める。2013年には『最後の精神分析』の翻訳・演出を手がけ、第6回小田島雄志・翻訳戯曲賞、ならびに文化庁芸術祭優秀賞を受賞した。海外演出家とのコラボレーション作品も多く、デヴィッド・ルヴォー『昔の日々』（日生劇場）、シディ・ラルビ・シェルカウイ『プルートゥ PLUTO』（シアターコクーン）、アンドリュー・ゴールドバーグ『マクベス』（PARCO劇場）などにそれぞれ翻訳・脚本・演出補などで参加している。

## 戯曲集
- 『従軍中の若き哲学者ルートヴィヒ・ウィトゲンシュタインがブルシーロフ攻勢の夜に弾丸の雨降り注ぐ哨戒塔の上で辿り着いた最後の一行「──およそ語り得るものについては明晰に語られ得る／しかし語り得ぬことについて人は沈黙せねばならない」という言葉により何を殺し何を生きようと祈ったのか？　という語り得ずただ示されるのみの事実にまつわる物語』工作舎、2019年9月
- 『福島三部作』而立書房、2019年11月
- 『演劇』而立書房、2020年3月
- 『人類史』白水社、2020年11月
- 『丘の上、ねむのき産婦人科』2021年8月
- 『TOKYO LIVING MONOLOGUES』2021年11月

## 主な作品

### DULL-COLORED POP公演
- 第1回公演『東京都第七ゴミ処理施設場 ロンリー・ハーツ・クラブ・バンド』作・演出（2005年11月、荻窪アールコリン）
- 第2回公演『ラパン・アジルと白の時代』作・演出（2006年3月、阿佐ヶ谷アルシェ）
- 第3回公演『国境線上の蕎麦屋』作・演出（2006年5月、笹塚 Duo Stage BBs）
- 企画公演 『4 nudists』作・演出（2006年8月、下高井戸 青の奇跡）
- 第4回公演『ベツレヘム精神病院』作・演出（2007年3月、新宿タイニィ・アリス）
- 猫道ロックフェスティバル'07参加作品『息をひそめて』作・演出（2007年5月、高円寺UFOクラブ）
- 第5回公演『Caesiumberry Jam』作・演出（2007年10月、新宿タイニィ・アリス）
- 企画公演『藪の中（Remix）』作・演出（2007年11月、千葉県柏市 寺島文化会館前広場）
- 第6回公演『小部屋の中のマリー』作・演出（2008年6月、新宿タイニィ・アリス）
- 第7回公演『JANIS -Love is like a Ball and Chail-』作・演出（2008年10月、新宿タイニィ・アリス）
- Mrs.fictions『15 minutes made vol.5』参加作品『15分しかないの』作・演出（2009年3月、池袋シアターグリーンBox in Box）
- 第7.7回公演『ショート7』作・演出（2009年4月、Pit北/区域）
- 第8回公演『マリー・ド・ブランヴィリエ侯爵夫人』作・演出（2009年8月、新宿シアターモリエール）
- 第9回公演『プルーフ／証明』『心が目を覚ます瞬間 〜4.48サイコシスより〜』翻訳・演出（2009年10月、サンモールスタジオ）
- 第10回公演『Caesiumberry Jam』（リライト版）作・演出（2011年8月、池袋シアターグリーンBox in Box）
- 第11回公演『くろねこちゃんとベージュねこちゃん』作・演出（2012年3月〜4月、東京・アトリエ春風舎／新潟・新潟りゅーとぴあ主劇場／仙台・せんだい演劇工房10-BOX box-4／京都・アトリエ劇研／大阪・in→dependent theatre 1st／広島・レイノホール／東京・アトリエ春風舎）
- 第12回公演『完全版・人間失格』作・演出（2012年11月、こどもの城 青山円形劇場）
- 若手企画公演『プルーフ／証明』翻訳・演出（2013年5月〜6月、シアター風姿花伝）
- プロデュース公演『最後の精神分析 ─フロイトVSルイス─』翻訳・演出（2013年10月、日暮里d-倉庫）
- 第13回本公演『アクアリウム』作・演出（2013年12月〜2014年3月、東京・シアター風姿花伝／福岡・ぽんプラザホール／大阪・in→dependent theatre 2nd／仙台・せんだい演劇工房10-Box box-2／岡山・天神山文化プラザ）
- 番外公演『プルーフ／証明』翻訳・演出（2014年5月〜6月、サンモールスタジオ）
- 第14回本公演『音楽劇・河童』作・演出（2014年7月、吉祥寺シアター）
- 第15回本公演『夏目漱石とねこ』作・演出（2015年2月、座・高円寺1）
- Mrs.fictions『15 minutes made vol.13』参加作品『全肯定少女ゆめあ』作・演出（2015年8月、王子小劇場）
- 第16回本公演『くろねこちゃんとベージュねこちゃん』作・演出（2015年8月～9月、東京・王子スタジオ1／大阪・in→dependent theatre 2nd／岡山・天神山文化プラザ）
- 第17回本公演『演劇』作・演出（2016年5月、東京・王子小劇場）
- 第18回本公演『1961年：夜に昇る太陽』作・演出（2018年7月〜8月、福島・いわき芸術文化交流館アリオス／東京・こまばアゴラ劇場）※第20回本公演の『福島三部作』の第一部を先行上演。
- 第19回本公演「あつまれ！『くろねこちゃんとベージュねこちゃん』まつり」作・演出（2019年2月、東京・新宿サンモールスタジオ）
- 第20回本公演『福島三部作 第一部「1961年：夜に昇る太陽」 第二部「1986年：メビウスの輪」 第三部「2011年：語られたがる言葉たち」』作・演出（2019年7月〜9月、東京芸術劇場シアターイースト／大阪・in→dependent theatre 2nd／福島・いわき芸術文化交流館アリオス 小劇場）※福島公演では第二部と第三部のみ上演。
- 第21回本公演『マクベス』翻案・演出（2019年12月、KAAT神奈川芸術劇場 大スタジオ）
- 第22回本公演『アンチフィクション』作・演出・出演（2020年7月、シアター風姿花伝）
- 第23回本公演『丘の上、ねむのき産婦人科』作・演出（2021年8月〜9月、東京・下北沢ザ・スズナリ／大阪・in→dependent theatre 2nd）

### Théâtre des Annales公演
- vol.1『ヌード・マウス』作・演出（2012年1月、赤坂 RED THEATER）
- vol.2『従軍中の若き哲学者ルートヴィヒ・ウィトゲンシュタインがブルシーロフ攻勢の夜に弾丸の雨降り注ぐ哨戒塔の上で辿り着いた最後の一行──およそ語り得るものについては明晰に語られ得る／しかし語り得ぬことについて人は沈黙せねばならないという言葉により何を殺し何を生きようと祈ったのか？ という語り得ずただ示されるのみの事実にまつわる物語』作・演出（2013年3月、こまばアゴラ劇場）
- vol.3『トーキョー・スラム・エンジェルス』作・演出（2014年11月、こどもの城 青山円形劇場）
- vol.4『従軍中の若き哲学者ルートヴィヒ・ウィトゲンシュタインがブルシーロフ攻勢の夜に弾丸の雨降り注ぐ哨戒塔の上で辿り着いた最後の一行──およそ語り得るものについては明晰に語られ得る／しかし語り得ぬことについて人は沈黙せねばならないという言葉により何を殺し何を生きようと祈ったのか？ という語り得ずただ示されるのみの事実にまつわる物語』作・演出（2015年10月、こまばアゴラ劇場、2016年3月、東京・SPACE 雑遊、新潟・りゅーとぴあ 新潟市民芸術文化会館）

### 外部公演
- JMS『Little Women ～若草物語～』ミュージカル演出（2008年4月、アイピット目白）
- 東京ギンガ堂『ねこになった漱石』 脚本協力（2008年6月、新宿大久保公園特設テント劇場）
- 柏市民劇場CoTiK『ロミオとジュリエット』作・演出（2008年3月）
- 柏市民劇場CoTiK『源氏物語』作・演出（2009年2月）
- 日本語を読む vol.3: 三島由紀夫『熱帯樹』演出（2010年4月、シアタートラム）
- ジェットラグ『幸せを踏みにじる幸せ』作・演出（2010年6月、タイニイアリス）
- プロジェクト文学・太宰治『人間失格』作・演出（2010年10月、ワーサルシアター）
- Theatre Polyphonic『悪魔の絵本』脚本提供（2010年10月、サンモールスタジオ）
- 黒色綺譚カナリア派『犬と華』演出（2011年4月、下北沢OFF OFFシアター）
- 舞台『モリー・スウィーニー』翻訳・演出（2011年6月、シアタートラム）
- ロンドン・ヤングヴィック劇場／キャサリン・ハンター1人芝居『カフカの猿 ～フランツ・カフカ「ある学会報告」より～』字幕翻訳（2012年5月、シアタートラム）
- 石井光三オフィスプロデュース『クリンドルクラックス！』翻訳（2012年7月、世田谷パブリックシアター）
- ENBUゼミナール2012春季演劇コース昼間部公演『図書館の自由に関する戦線～北の大地・クマ死闘編～』作・演出（2012年12月、シアター風姿花伝）
- 俺とあがさと彬と酒と『ふたりマクベス、ほか短編』作・演出・出演（2012年12月、アトリエ春風舎）
- JOY Kids' Theater『オリバー！』翻訳・演出（2013年2月、渋谷・伝承ホール）
- 『ストレンジ・フルーツ』演出（2013年5月～6月、東京グローブ座／大阪シアター・ドラマシティ）
- パーシモン・パレット・プログラム2013演劇コース発表会『View::points、あるいは海ぞいのまち』作・演出（2013年8月、めぐろパーシモンホール小ホール）
- ウォーキング・スタッフ『プルーフ／証明』翻訳提供（2013年9月、下北沢シアター711）
- ENBUフェスタ2014/谷賢一クラス卒業公演『くろねこちゃんとベージュねこちゃん』作・演出（2014年3月、シアター風姿花伝）
- 劇作家大会 in 豊岡 谷賢一×山崎彬『恋のマジック・アワー ～私のママ食人鬼～（仮）』作・演出・出演（2014年6月、豊岡市・玄武洞公園）
- ハロルド・ピンター作『昔の日々』翻訳（2014年6月、東京・日生劇場／大阪・シアタードラマシティ）
- 白井晃 アーティスティック・スーパーバイザー就任 第一作『Lost Memory Theatre』テキスト（2014年8月、KAAT神奈川芸術劇場ホール）
- シディ・ラルビ・シェルカウイ演出 鉄腕アトム「地上最大のロボット」より『プルートゥ PLUTO』上演台本（2015年1月～2月、シアターコクーン）
- 大空祐飛主演『死と乙女』演出（2015年3月、シアタークリエ）
- アンドリュー・ゴールドバーグ演出 佐々木蔵之介主演『マクベス』演出補（2015年7月～8月、PARCO劇場）
- 白井晃演出『ペール・ギュント』翻訳・上演台本（2015年7月、KAAT神奈川芸術劇場ホール）
- LDC-Jシンポジウム2015『ロミオとジュリエットたち』作・演出（2015年9月、日本大学芸術学部・江古田キャンパス 中ホール）
- あうるすぽっとプロデュース『TUSK TUSK』演出（2015年12月、あうるすぽっと）
- 『オーファンズ』翻訳（2016年2月、東京芸術劇場 シアターウエスト）
- 『ETERNAL CHIKAMATSU -近松門左衛門「心中天網島」より-』脚本（2016年2月～3月 大阪・シアタードラマシティ、東京・シアターコクーン）
- 第3回公演 On7 feat.谷賢一『ま○この話～あるいはヴァギナ・モノローグス～』翻訳・演出（2016年7月 KAAT 神奈川芸術劇場 大スタジオ）
- 地人会新社 第5回公演『テレーズとローラン』作・演出（2016年9月、東京芸術劇場 シアターウエスト）
- ミュージカル『わたしは真悟』脚本（2016年12月～2017年1月、KAAT神奈川芸術劇場、浜松市浜北文化センター大ホール、富山市芸術文化ホール、ロームシアター京都、新国立劇場）
- 2016/2017シーズン かさなる視点―日本戯曲の力― Vol.1『白蟻の巣』演出（2017年3月～4月、新国立劇場 小劇場、兵庫県立芸術文化センター 阪急中ホール、穂の国とよはし芸術劇場PLAT 主ホール）
- 『女王と呼ばれた女』脚本 (2017年3月、新宿村LIVE)
- 『LITTLE VOICE（リトル・ヴォイス）』翻訳（2017年5月～6月、天王洲 銀河劇場、富山県民会館、アルモニーサンク 北九州ソレイユホール）
- 超進化ステージ『デジモンアドベンチャー tri. ～8月1日の冒険～』脚本・演出（2017年8月、Zeppブルーシアター六本木）
- 『リチャード三世』演出補 (2017年10月～11月、東京芸術劇場 プレイハウス、森ノ宮ピロティホール、盛岡市民文化ホール 大ホール、日本特殊陶業市民会館ビレッジホール）
- KAAT神奈川芸術劇場プロデュース『三文オペラ』演出・上演台本（2018年1月〜2月、KAAT神奈川芸術劇場／北海道・札幌市教育文化会館 大ホール）
- ワタナベエンターテインメント『光より前に〜夜明けの走者たち〜』脚本・演出（2018年11月〜12月、東京・紀伊國屋ホール／大阪・ABCホール）
- 乃木坂46 4期生初公演「3人のプリンシパル」構成・演出（2019年4月、サンシャイン劇場）
- 『家を壊す－他、短編－』（2022年12月、Rain Theatre）※全公演中止[23]